# Ricardianische Äquivalenz
Die Ricardianische Äquivalenz bzw. das Ricardianische Äquivalenztheorem (auch Ricardo-Barro-Äquivalenz) basiert auf einem von David Ricardo ursprünglich erörterten Konzept, wonach Steuersenkungen sich als nicht konjunkturanregend erweisen, wenn die privaten Wirtschaftssubjekte die Höhe der gesenkten Steuern nicht zu realwirtschaftlichen Ausgaben verwenden, sondern sparen, weil sie befürchten, dass die aufgrund der Steuersenkungen erhöhte Verschuldung des Staates später in Form von Steuererhöhungen wieder kompensiert werden wird. Ricardo selbst hat sein Konzept wieder verworfen, seine Gültigkeit letztlich abgelehnt.
1974 wurde von Robert Barro die „Ricardianische Äquivalenz“ neu aufgegriffen und als Barro-Ricardo-Äquivalenzproposition formuliert. Sie stellt eine neoklassische Gegenposition zur Höhe der konjunkturellen Wirkung des keynesianischen Deficit spending dar. Empirisch kann eine solche Äquivalenz nicht festgestellt werden; es handelt sich daher nur um ein theoretisches Konzept, das in der Praxis nicht anwendbar ist.

## Annahmen
Für die Gültigkeit des Ricardianischen Äquivalenztheorem sind starke Annahmen notwendig. Die drei herausragendsten sind:
1. Ein vollkommener Kapitalmarkt, auf dem alle Haushalte zu einem einheitlichen Zinssatz und ohne Liquiditätsbeschränkungen Geld leihen oder verleihen können.
2. Allen Haushalten ist ein festgelegter Pfad, d. h. die Entwicklung der Staatsausgaben in der Zukunft, bekannt (vollständige Information).
3. Der Planungshorizont der Haushalte stimmt mit jenem des Staates überein, d. h. entweder leben die Haushalte mindestens genauso lang wie der Staat (also potenziell unendlich lange), oder sie beziehen das Wohl der Nachkommen in ihre Berechnungen mit ein.

Die erhobenen Steuern dürfen außerdem keine Allokationsverzerrungen bewirken, d. h. sie müssen auf alle Einkommen und Preise gleichförmig angewendet werden. Ist eine dieser Annahmen nicht gegeben, ist die Ricardianische Äquivalenz ungültig; Steuersenkungen oder schuldenfinanzierte Staatsausgaben führen also zu einer Steigerung des gesamtwirtschaftlichen Konsums.

## Kritik
Empirische Untersuchungen zeigen, dass das Konzept nicht uneingeschränkt gültig sein kann, da beispielsweise die Anfang der 1980er Jahre in den USA durchgeführte Steuersenkung (→ Reaganomics) nicht zu einem Anstieg der Sparquote, sondern einer Reduktion führte.